# Verena S. Freytag
Verena S. Freytag (* 31. Juli 1973 in Stuttgart), auch bekannt als Sülbiye Verena Günar, ist eine Regisseurin und Drehbuchautorin.

## Leben
Verena S. Freytag studierte von 1995 bis 2001 an der Deutschen Film- und Fernsehakademie Berlin Regie und Drehbuch.
2001 debütierte sie als Regisseurin mit der WDR-Kino-Koproduktion Karamuk, die als bester Spielfilm mit dem Deutschen Civis Medienpreis für Unterhaltung ausgezeichnet wurde.
Ihr Diplomfilm Saniyes Lust (ZDF - Kleines Fernsehspiel) wurde 2004 beim Münchner Filmfest nominiert für den Bernd Burgemeister Fernsehpreis uraufgeführt.
2011 startete der Spielfilm Abgebrannt bundesweit in den Kinos und wurde auf Festivals mit dem SR-ZDF-Drehbuchpreis, dem  New Berlin Film Award und dem Juliane Bartel Medienpreis ausgezeichnet.
Seit 2006 arbeitet Freytag auch als Auftragsregisseurin und Drehbuchautorin.
Freytag war von 2014 bis 2016 Vorstandsmitglied im Bundesverband Regie. Sie ist Mitglied in der Deutschen Filmakademie, Sektion Regie. Freytag ist seit 2018 Gastdozentin für Regie an der Macromedia Hochschule Köln.

## Filmografie
- 1996: Fifty Fifty
- 2000: Maries Herz (Kurzfilm)
- 2003: Karamuk
- 2004: Saniyes Lust (Fernsehfilm)
- 2006–2007: Gute Zeiten, schlechte Zeiten (Fernsehserie, 14 Folgen)
- 2009: Alisa - Folge deinem Herzen (Fernsehserie, 2 Folgen)
- 2009: Eine für alle – Frauen können’s besser (Fernsehserie, 2 Folgen)
- 2011: Herzflimmern – Die Klinik am See (Fernsehserie, 7 Folgen)
- 2011: Abgebrannt
- 2015: Hubert und Staller (Fernsehserie, 2 Folgen)
- 2015: In aller Freundschaft (Fernsehserie, 3 Folgen)
- 2017: SOKO München (Fernsehserie, 3 Folgen)
- 2017: Großstadtrevier (Fernsehserie, 2 Folgen)
- 2018–2019: Familie Dr. Kleist (Fernsehserie, 2 Folgen)
- 2019: Bettys Diagnose (Fernsehserie, 3 Folgen)
- 2019: Lindenstraße (Fernsehserie, 10 Folgen)
- 2019–2020: Notruf Hafenkante (Fernsehserie, 7 Folgen)
- 2022: Das bleibt unter uns (Fernsehfilm)

## Auszeichnungen
1997
- Bundeskurzfilmpreis Nominierung für den Stummfilm Von der Verführung

2003
- Graine du Cinephage" - Jurypreis beim Festival "Films de Femmes Créteil"  für Karamuk

2004
- Deutscher (WDR)-Civis Medienpreis für Unterhaltung für Spielfilm Karamuk
- Hauptpreis des "Centre International du Film pour l´Enfance et la Jeunesse"  (CIFEJ) beim Kinderfilmfestival Buenos Aires für Karamuk
- Hauptpreis "Premio Linda Multicinema" beim Frauenfilmfestival „Laboratorio Immagine Donna“ Florenz für Saniyes Lust

2011
- SR/ZDF-Drehbuchpreis für Abgebrannt bei Max Ophüls Saarbrücken
- New Berlin Filmaward als Bester Spielfilm für Abgebrannt, Achtung Berlin Filmfestival
- Hauptpreis Spielfilm beim trinationalen Filmfest Neiße für Abgebrannt
- Vorauswahl Deutscher Filmpreis

2012
- Juliane-Bartel-Preis (Niedersächsisches Ministerium für Soziales, Gesundheit und Gleichstellung) als bester Spielfilm Abgebrannt